# Lac de Matemale
Le lac de Matemale est un lac artificiel (barrage digue) des Pyrénées de 223 ha.

## Géographie

### Topographie
Situé à une altitude de 1 541 mètres sur la commune de Matemale, dans les Pyrénées-Orientales (région Occitanie).

### Hydrographie
Le lac alimente l'usine hydroélectrique d'Escouloubre, il permet aussi de régulariser le cours de l'Aude.

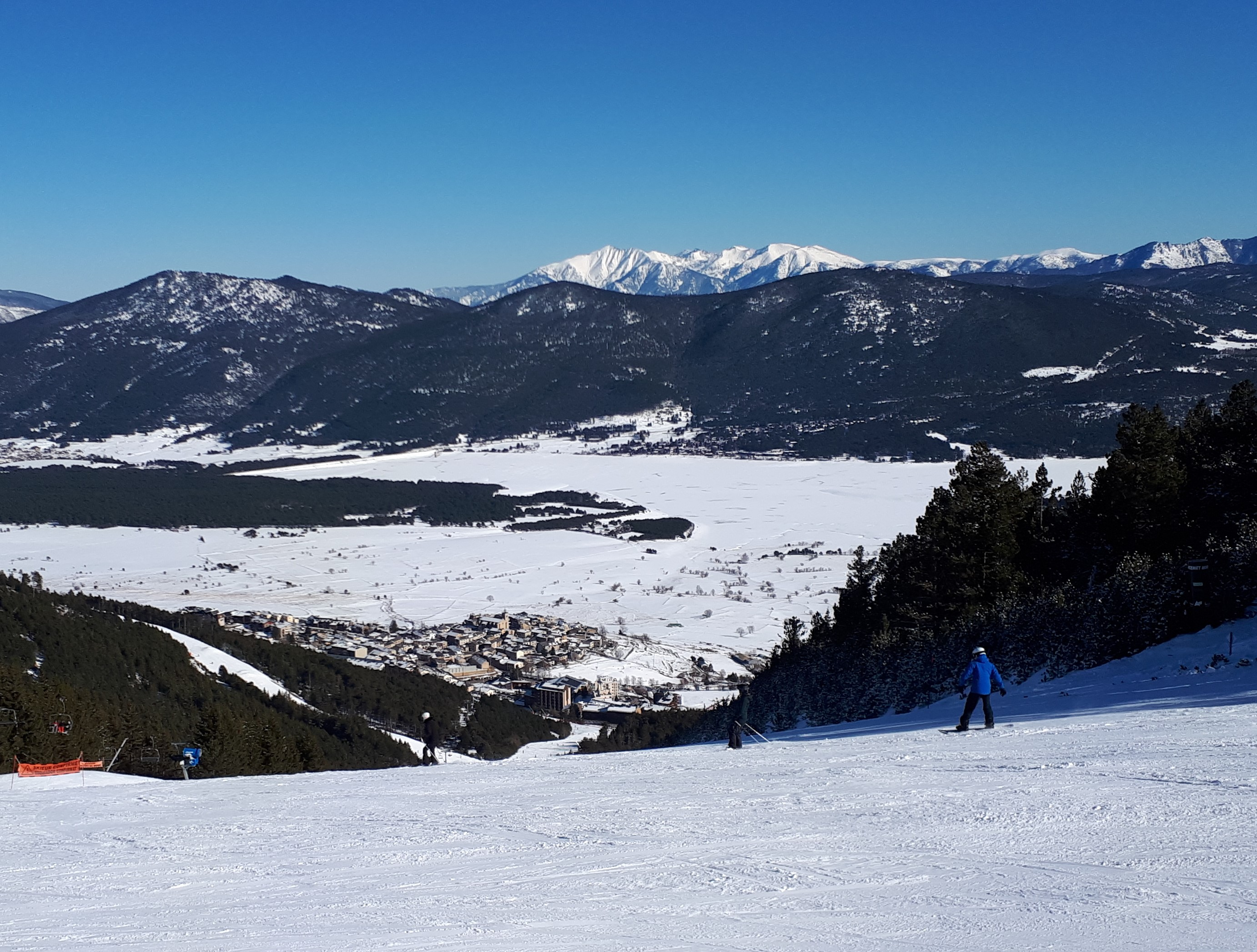
La lac de Matemale en hiver. En bas : Les Angles. Au fond : le massif du Canigou.

## Histoire
Le barrage a été construit en 1959.
En 2019, l'entreprise EDF Renouvelables annonce son projet d'installer des panneaux solaires photovoltaïques flottants sur les surfaces du lac de Puyvalador et du lac de Matemale